# Vogelschutzgebiet Wälder und Wiesen bei Burbach und Neunkirchen
Vogelschutzgebiet Wälder und Wiesen bei Burbach und Neunkirchen este o arie protejată (arie de protecție specială avifaunistică — SPA) din Germania întinsă pe o suprafață de 4.654,56 ha, integral pe uscat.

## Localizare
Centrul sitului Vogelschutzgebiet Wälder und Wiesen bei Burbach und Neunkirchen este situat la coordonatele 50°44′30″N 8°02′43″E / 50.7417°N 8.0453°E.

## Înființare
Situl Vogelschutzgebiet Wälder und Wiesen bei Burbach und Neunkirchen a fost declarat arie de protecție specială avifaunistică în martie 2001 pentru a proteja 16 specii de animale.

## Biodiversitate
Situată în ecoregiunea continentală, aria protejată nu include niciun habitat protejat.
La baza desemnării sitului se află mai multe specii protejate de  păsări (16): minunița (Aegolius funereus), fâsă de luncă (Anthus pratensis), cocoșul de mesteacăn (Bonasa bonasia), barză neagră (Ciconia nigra), cristeiul de câmp (Crex crex), ciocănitoarea de stejar (Dendrocopos medius), ciocănitoare neagră (Dryocopus martius), becațină comună (Gallinago gallinago), ciuvică (Glaucidium passerinum), sfrâncioc roșiatic (Lanius collurio), sfrâncioc mare (Lanius excubitor excubitor), gaia roșie (Milvus milvus), viespar (Pernis apivorus), ciocănitoare verzuie (Picus canus), mărăcinar (Saxicola rubetra), mărăcinar negru (Saxicola torquatus).